# فيليباريب
فيليباريب هو دواء مثبط بارب قيد الدراسات السريرية ليستعمل في علاج سرطان الثدي ثلاثي السلبية وسرطانة الرئة غير صغيرة الخلايا وسرطان المبيض وكذلك في علاج سرطان الخلايا الصبغية وسرطان البروستات وغيرها.